# TGBT
| Sigles de 2 caractères   |
| Sigles de 3 caractères   |
| ► Sigles de 4 caractères |
| Sigles de 5 caractères   |
| Sigles de 6 caractères   |
| Sigles de 7 caractères   |
| Sigles de 8 caractères   |

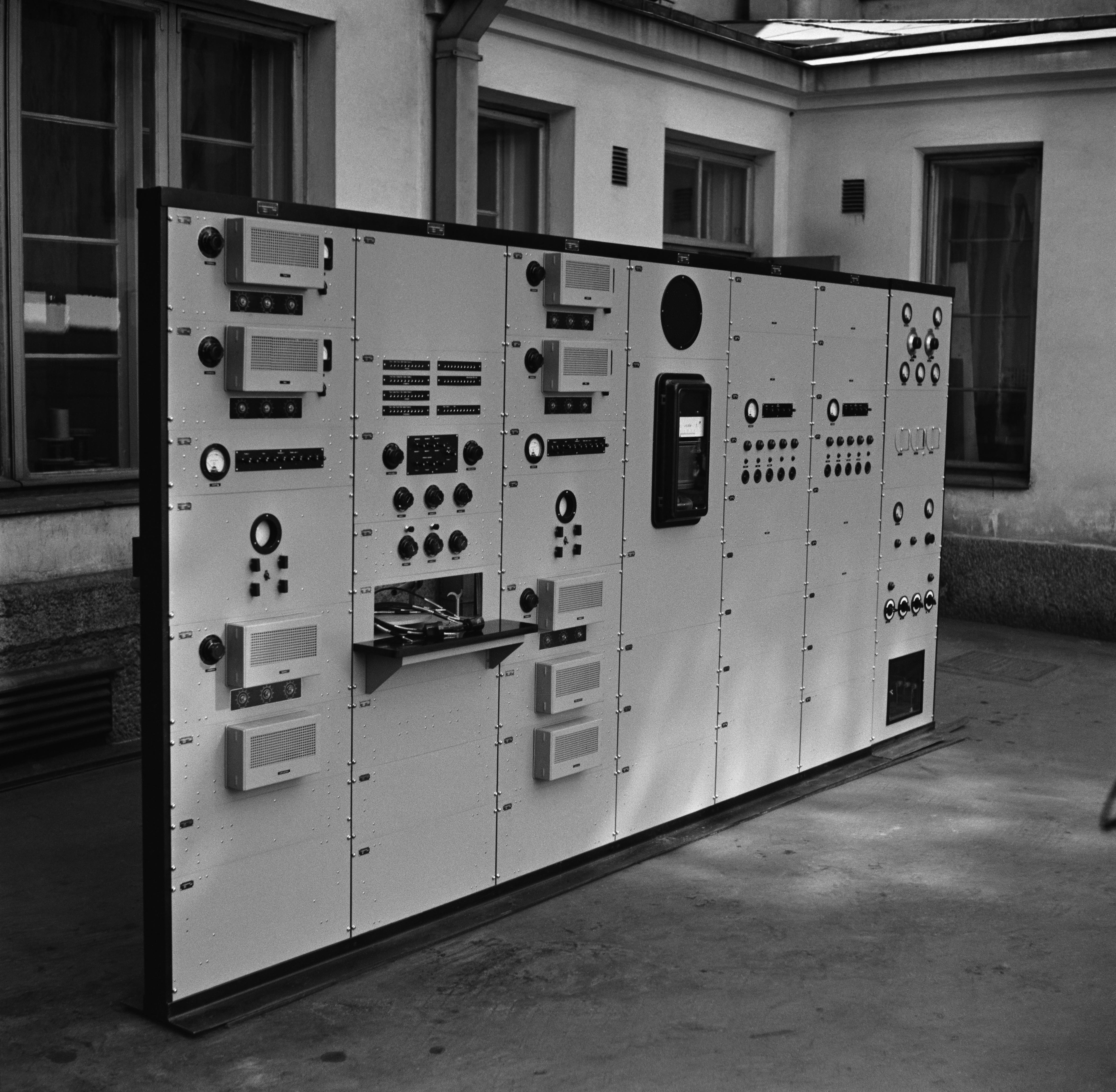
Tableau Général Basse Tension.

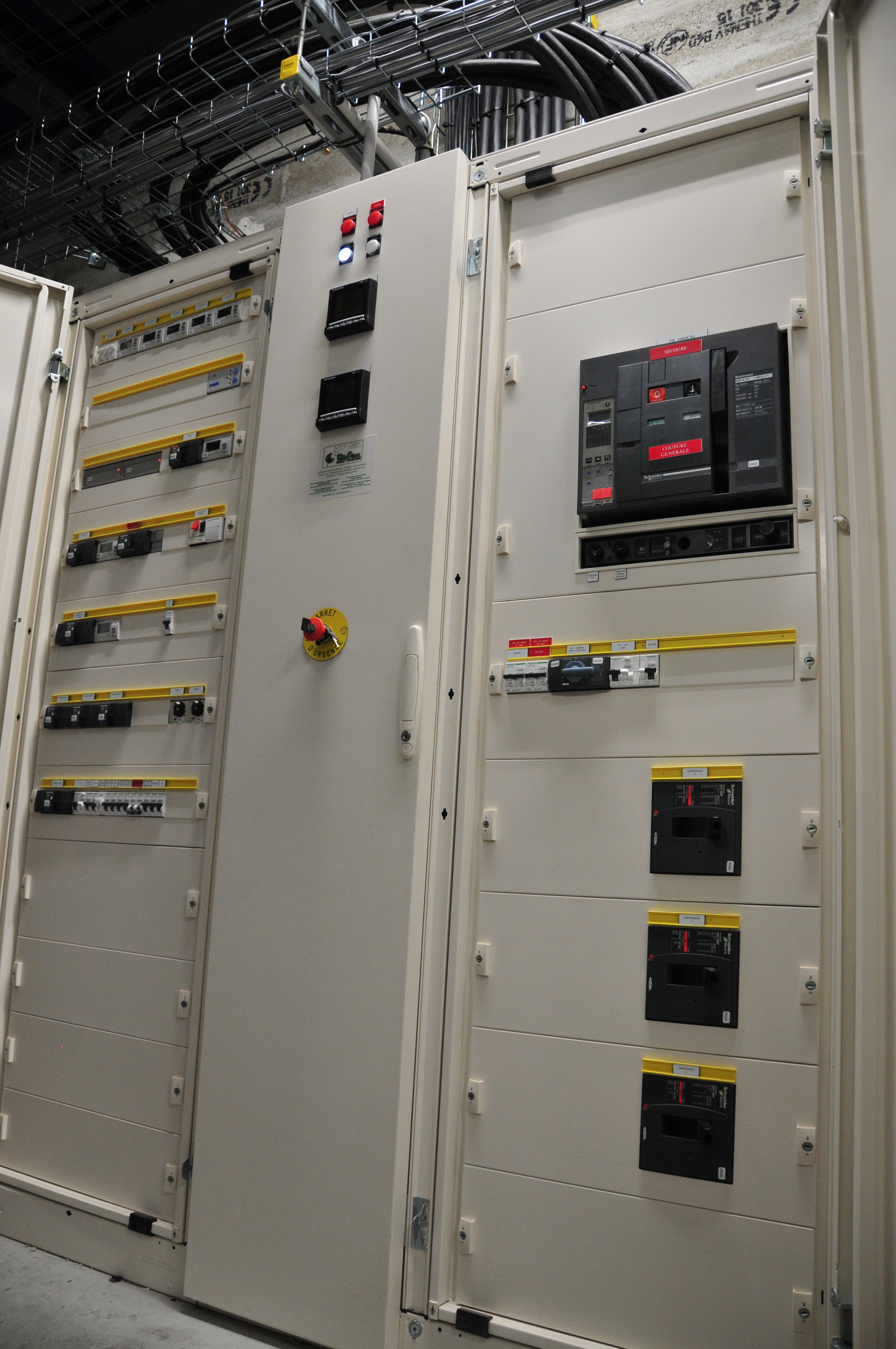
TGBT 400V triphasé 900kW

TGBT est un sigle qui désigne un Tableau Général Basse Tension. C'est le tableau électrique basse tension des grandes installations électriques.
Ce tableau, aussi nommé armoire électrique basse tension, est placé en tête de l'installation électrique d'un bâtiment. Il est le lien entre l'arrivée générale d'électricité en basse tension et les circuits de distribution. Il contient les éléments nécessaires à la protection (notamment des disjoncteurs), la répartition et le comptage de ces différents circuits.
Selon l'importance de l'installation électrique et l'architecture souhaitée pour le réseau basse tension du bâtiment, le TGBT peut être suivi de tableaux divisionnaires.
Il doit comporter ces six (6) éléments :
·       Une tête d’installation
·       Un système de protection contre la foudre.
·       Un système de protection des départs
·       Les commandes et autres

·       Les coffrets et armoires.
tgbt schema : Fonctionnement et Rôle du TGBT